# 蟯蟲
蠕形住肠线虫，简称蛲虫（pinworm，threadworm），別名針狀蟲、坐蟲，线虫动物门中的一类腸道寄生蟲，是蛲虫病的病因；在全世界均有其分布。

## 形態
成蟲蟲體外型有如粉紅色線頭，前端有三片唇，且角皮層衍生成肥厚的頭翼，有明顯的葫蘆狀食道與球狀膨起的食道球。
雌蟲體長8~13x0.3~0.5毫米，尾端呈明顯針尖狀，在顯微鏡下可見其陰門開口位於體表前三分之一的腹面處。雄蟲體长较雌蟲小，2~5x0.1~0.2毫米，尾部捲曲。在顯微鏡下可見一部明顯之交尾刺。
蟲卵為米粒狀不對稱形，大小為50~60x20~30微米，虫卵呈大写字母“D”形，卵壳厚、没有卵盖，透明虫卵，虫卵发育很快，内容物常见为U字形幼虫。

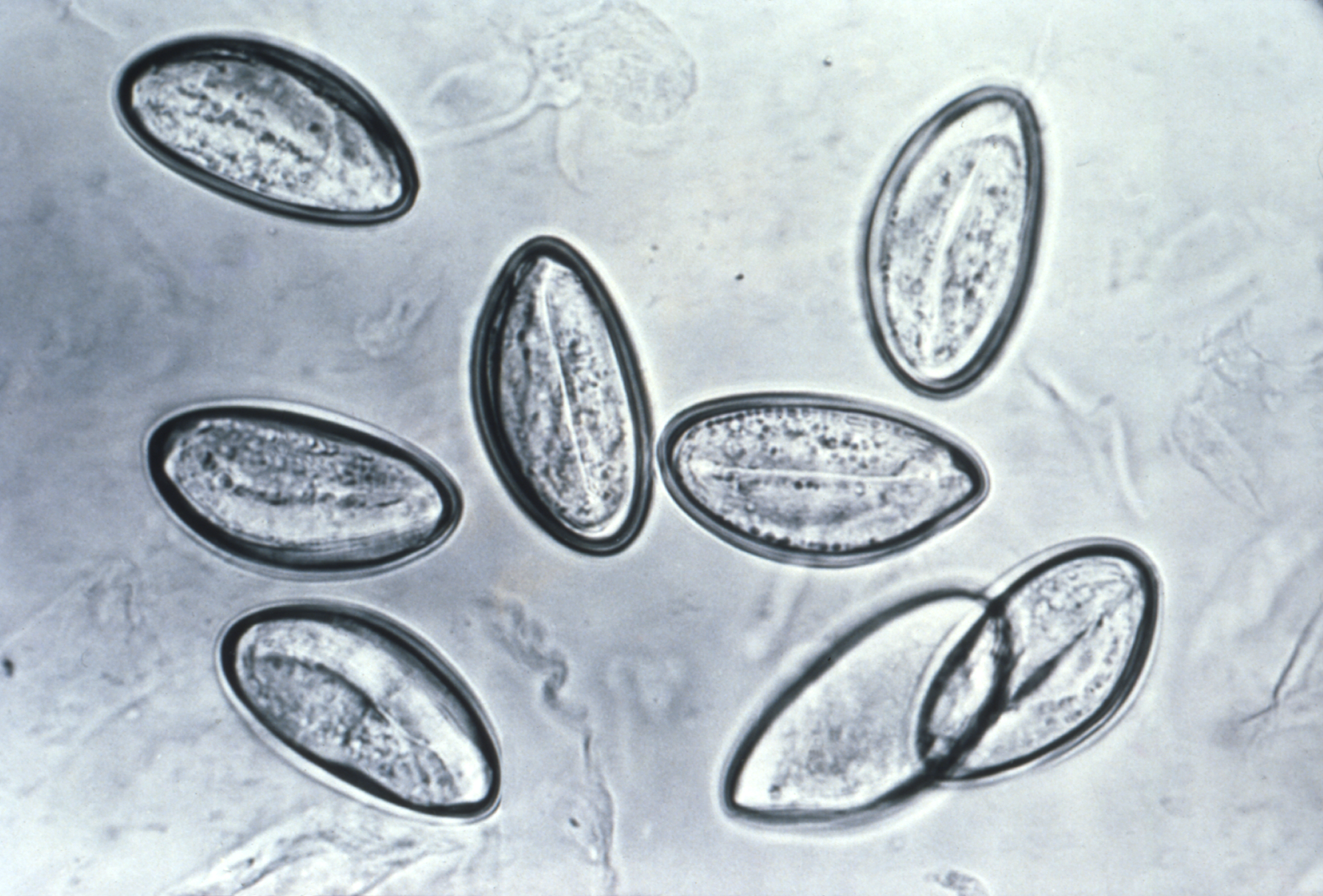
蟯蟲卵

## 生活史
其蟲卵在被產下後約6小時便具有感染力，主要藉由人類攝食或鼻腔吸入進入消化系統內，在經過胃酸刺激後蟲卵內的桿狀幼蟲便在十二指腸處鑽出卵殼。接著，桿狀幼蟲便沿著宿主的消化道向小腸的方向移行，在這一過程中幼蟲會蛻皮兩次變成成蟲，整個過程約需3~4週。
蟲體成熟後，便移往迴腸和盲腸的交接處準備進行交配。在交配後雌蟲便移向直腸，並在此等待宿主進入睡眠狀態時，肛門括約肌鬆弛，雌蟲便爬出肛門外將蟲卵產於肛門四周。每一隻雌蟲可產下約10,000~15,000蟲卵，蟲卵在空氣中可自然存活2~3週。

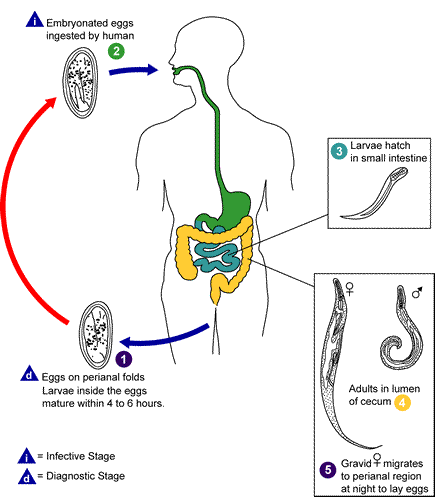
蛲虫在人体内的繁殖史

## 蛲虫病
蛲虫病（enterobiasis）常见于五至十四歲孩童。主要症状为肛门部位瘙痒，并可进一步引起局部皮肤发炎。少数情况下，蛲虫进入肠壁肌层、盲肠，腹腔等部位会引起并发炎症。在女性患者中，亦有因蟯蟲迷入輸卵管內而造成輸卵管阻塞，進而造成不孕症的可能性。另外，严重的蛲虫感染可以导致营养不良、食慾不振、失眠、體重減輕、過動、遺尿、情緒不穩、磨牙、腹痛、噁心及嘔吐等症狀。

## 診斷
因為蟯蟲的產卵特性，適用於一般寄生蟲的糞便檢查並不適用於蟯蟲。目前較為有效的檢查法為玻璃膠帶肛圍擦試法。其方法是在早晨沐浴及排便前以一膠帶黏貼肛圍四周，並將膠帶置於顯微鏡下檢查是否有蟲卵。連續幾天的檢查對提高檢出正確率是有明顯幫助的。

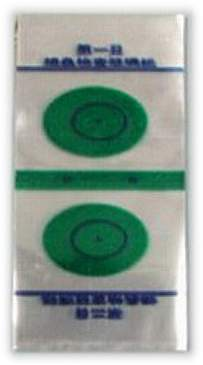
蟯蟲檢查用膠帶

## 治療
甲苯咪唑（mebendazole）10mg連續投予3~4星期，或100mg投予一次並在兩週後在投予一次。但此藥物已有報告指出其有導致新生兒畸胎的可能性。或阿苯达唑（albendazole）等口服驱虫药。
这些药物不能杀死虫卵，所以可能服药几次才能彻底治愈。治愈之前，应该注意洗手、洗衣服以防再次感染，必要的时候应全家一起服药治疗。6个月以下的小孩一般建议外用药治疗。

## 預防
- 注意個人衛生，常剪指甲，養成便後飯前清洗手部的習慣。
- 棉被床單等寢具可經常至於陽光下曝曬以殺死蟲卵。
- 使用吸塵器清理家中地板，可將蟲卵清除。
- 若家中有人感染可全家一起投藥以降低重複感染的機率。

## 流行病學的相關資訊
- 蟯蟲是所有蠕蟲中分布範圍最廣者[來源請求]
- 全球有約2.1億人感染蟯蟲[來源請求]
- 活動空間越小，感染的可能性便越大，所以在大都市中也很常見
- 黑人感染率低于白人[原創研究？][3]
- 蟯蟲無法在人以外的動物體內存活，但其蟲卵可依靠動物攜帶
- 冬季感染率比夏季高

## 外部連結
- 北醫盧盡良老師的寄生蟲教學網：蟯蟲 （页面存档备份，存于）